# Toulouse
Toulouse er en by i Frankrig. Byen kaldes "la ville rose", som betyder "den lyserøde by", fordi mange af dens bygninger er bygget af brændte røde sten. Universitetet blev grundlagt i 1228.
Byen er hovedstaden i regionen Occitanie. Den er central for europæisk flyindustri, da flyfabrikken Airbus har hovedsæde her.
21. september 2001 eksploderede kemifabrikken AZF. Esplosionen blev målt til 3,4 på Richterskalaen.

## Uddannelse
Toulouse har tre universiteter (Toulouse Capitole, Toulouse Jean Jaurès, Toulouse III Paul Sabatier) samlet inden for universitetet i Toulouse. Byen har også tre store luftfartsingeniørskoler (ENAC, IPSA, SUPAERO), generelle ingeniørskoler (EPITA, INPT, INSA), en datalogiskole (EPITECH), en økonomiskole (Toulouse School of Economics), en designskole (e-artsup), en kommunikationsskole (ISEG), tre store handelsskoler (TBS, TSM, ISG), en meteorologiskole, en veterinærskole og en statskundskab.

## Fødsel i Toulouse
- Louis Aliot (1969-), fransk politiker